# 乌兹基卢格市镇
乌兹基卢格市镇（俄语：Узколугское муниципальное образование）是俄罗斯联邦伊尔库茨克州切列姆霍沃区所属的一个市镇。其下辖有个居民点，行政中心为乌兹基卢格。据2016年统计，该市镇的人口为857人。